# آي ماك برو
أي ماك برو (بالإنجليزية: iMac Pro)‏ هو جهاز حاسوب شخصي ومحطة عمل الكل في واحد تم بيعه بواسطة أبل من عام 2017 إلى عام 2022. عند إصداره، كان واحدًا من أربعة أجهزة كمبيوتر سطح مكتب في مجموعة ماكنتوش، ويحتل موقعًا أعلى من مجموعة ماك ميني وآي ماك الاستهلاكية، ويعمل كبديل الكل في واحد لجهاز ماك برو. بعد مرور سنوات على إعادة تصميم ماك برو الأسطواني دون أي تحديث، استضافت أبل طاولة مستديرة مع الصحفيين ووعدت بإعادة التصميم والالتزام بأجهزة كمبيوتر ماك الاحترافية؛ تم تقديم آي ماك برو في هذه الأثناء قبل شحن ماك برو المنقح في عام 2019.

## المواصفات التقنية
| النموذج             | آي ماك برو | |
| ------------------- | --- | --- |
| الإصدار             | 14 ديسمبر 2017 | |
| توقف                | 19 مارس 2021 | |
| النموذج             | آي ماك برو 1،1 | |
| الشاشة              | شاشة ريتنا دقة عرض 5 آلاف بكسل مقاس 27 بوصة شاشة عرض بي3 بألوان متعددة مع 1.07 مليار لون دقة 5120 × 2880، سطوع 500 شمعة                                            | |
| المعالج             | 8-core 3.2 GHz Intel Xeon W or 10-core 3.0 GHz Intel Xeon W processor Configurable to 14- or 18-core Intel Xeon W processor                                        | |
| الذاكرة             | 32 جيجابايت من ذاكرة دي دي آر 4 إي سي سي ذاكرة الوصول العشوائي الديناميكية بسرعة 2666 ميجاهرتز متاح رسميًا للتكوين بسعة 64 جيجابايت أو 128 جيجابايت أو 256 جيجابايت | |
| الرسومات            | إي إم دي راديون برو فيجا 56 بذاكرة فيديو إتش بي إم2 سعة 8 جيجابايت قابلة للتكوين إلى فيغاس 64 أو 64إكس مع ذاكرة 16 جيجابايت                                        | إي إم دي راديون برو فيجا 56 بذاكرة فيديو إتش بي إم2 سعة 8 جيجابايت قابلة للتكوين إلى فيغاس 64 أو 64إكس مع ذاكرة 16 جيجابايت |
| السعة               | 1 تيرابايت وسيط تخزين ذو حالة ثابتة قابلة للتكوين إلى 2 تيرابايت أو 4 تيرابايت                                                                                     | 1 تيرابايت وسيط تخزين ذو حالة ثابتة قابلة للتكوين إلى 2 تيرابايت أو 4 تيرابايت                                              |
| الكاميرا            | كاميرا فيس تايم إتش دي بدقة 1080 بكسل | كاميرا فيس تايم إتش دي بدقة 1080 بكسل                                                                                       |
| المنافذ             | 4 منافذ يو إس بي-إيه 3.0 4 منافذ الصاعقة 3 (يو إس بي-سي 3.1 الجيل 2) فتحة بطاقة يو إتش إس-إي إس دي إكس سي                                                          | 4 منافذ يو إس بي-إيه 3.0 4 منافذ الصاعقة 3 (يو إس بي-سي 3.1 الجيل 2) فتحة بطاقة يو إتش إس-إي إس دي إكس سي                   |
| الشبكات             | شبكة واي فاي داخلية آي تربل إي 802.11 أي سي (802.11a/b/g/n/ac) 10جيجابت إيثرنت بلوتوث 5.0                                                                          | شبكة واي فاي داخلية آي تربل إي 802.11 أي سي (802.11a/b/g/n/ac) 10جيجابت إيثرنت بلوتوث 5.0                                   |
| الصوت               | مخرج سماعة الرأس/الصوت الرقمي مكبرات صوت استريو مدمجة | مخرج سماعة الرأس/الصوت الرقمي مكبرات صوت استريو مدمجة                                                                       |
| الوزن               | 21.5 رطل (9.7 كجم) | 21.5 رطل (9.7 كجم) |
| نظام التشغيل الأصلي | ماك هاي سييرا 10.13.2 | ماك هاي سييرا 10.13.2 |
| أحدث نظام تشغيل     | نظام التشغيل ماك سيكويا 15.1 | نظام التشغيل ماك سيكويا 15.1                                                                                                |

## وصلات خارجية
- الموقع الرسمي
 – الموقع الرسمي لشركة أبل، محفوظ في واي باك مشين في 10 مارس 2021 (بالإنجليزية)